# Hermann Müller
Hermann Müller (pronúnciaⓘ)  (Mannheim, 18 de maio de 1876 — Berlim, 20 de março de 1931) foi um político alemão. Foi o signatário, pela Alemanha, do Tratado de Versalhes em 1919. Ocupou o cargo de Reichskanzler (Chanceler da República de Weimar), de 27 de março a 21 de junho de 1920, e de 28 de junho de 1928 a 27 de março de 1930.

## Carreira
Foi um dos presidentes do SPD de 1919 a 1928. No gabinete Bauer, ele foi ministro do Reich para Relações Exteriores de 1919 a 1920 antes de se tornar brevemente chanceler do Reich alemão de março a junho de 1920. No mesmo ano, Müller assumiu a presidência da facção SPD do Reichstag até 1928, quando se tornou chanceler do Reich pela segunda vez. Em 27 de março de 1930, Müller teve que renunciar porque seu grupo parlamentar recusou um acordo na reforma do seguro-desemprego com o qual os outros partidos da coalizão já haviam concordado. Até sua renúncia, ele foi o último chanceler a contar com uma maioria parlamentar, antes de Heinrich Brüning inaugurar os gabinetes presidenciais da República de Weimar. Müller pertencia à Organização de Proteção da República Reichsbanner Schwarz-Rot-Gold.